# Río Manubles
El río Manubles o Monubles es un río de la península ibérica, perteneciente a la cuenca del Ebro y principal afluente del río Jalón por la margen izquierda. Nace en la Dehesa de la Sierra del Tablado provincia de Soria en las cercanías de Borobia a 1366 m sobre el nivel del mar y desemboca en Ateca. La cuenca del río, temido por sus grandes avenidas, abarca 447 km².

## Curso
Su cauce discurre por tierras castellanas y aragonesas siendo su recorrido de alto valor ecológico. Recorre las poblaciones de Borobia, Ciria, en la provincia de Soria y ya en la provincia de Zaragoza Torrelapaja, Berdejo, Bijuesca, Torrijo de la Cañada, Villalengua, Moros, llegando a su desembocadura en el río Jalón, en Ateca a una altitud de 581 m sobre el nivel del mar.

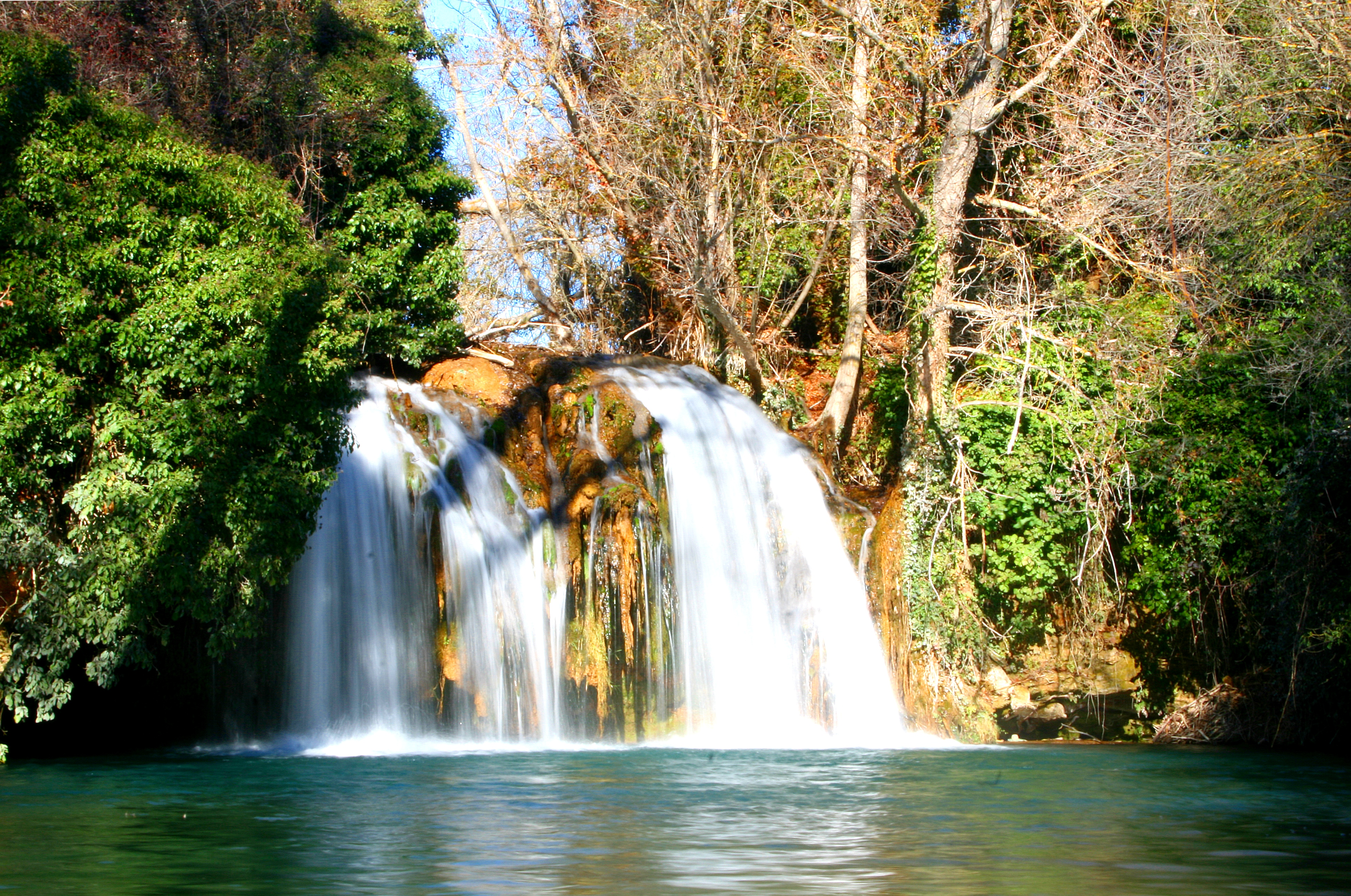
Pozo de los Chorros en Bijuesca

Se trata de un río de desigual caudal según las temporadas, produciéndose fuertes estiajes a la vez que en épocas de tormentas llega a provocar graves inundaciones. En muchas partes de su cauce las localidades se han visto obligadas a protegerse con grandes infraestructuras de contención. Este tipo de régimen provoca que en su cauce final tenga una fértil vega. Su único afluente de cierta importancia es el río Carabán, recibiendo el resto de aportes a través de barrancos en época de lluvias.
Su cauce discurre por zonas de alto valor ecológico habiendo tenido hasta hace unos cuarenta años gran cantidad de ejemplares del cangrejo de río europeo, actualmente prácticamente extinguido tras la introducción del cangrejo rojo americano. En los cañones de su ribera quedan colonias de buitre leonado y otras rapaces.
Toda su riqueza ecológica se encuentra en peligro por una explotación minera de magnesita en Borobia que podría hacer que el agua incluso no fuera potable, existiendo una gran controversia por este asunto entre los habitantes de la rivera.
En los escritos anteriores al siglo XIX aparece con el nombre de Monubles ya que tomó su nombre de la antigua aldea de Monubles despoblada en el siglo XV.